# 포르튀네 뒤 부아고베

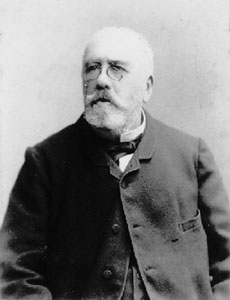

포르튀네 이폴리테 오귀스트 아브라암뒤부아(Fortuné Hippolyte Auguste Abraham-Dubois, 1821년 9월 11일~1891년 2월 26일)는 포르튀네 뒤 부아고베(Fortuné du Boisgobey)라는 필명으로 알려진 프랑스 소설가이다.
1824년 프랑스 노르망디에서 태어나 44세때 처음으로 신문에 소설을 발표했다.
이후 주로 탐정소설이나 탐험이야기를 썼다.